# (466666) 2014 WT143
(466666) 2014 WT143 es un asteroide perteneciente al cinturón de asteroides, descubierto el 18 de octubre de 2003 por el equipo Spacewatch desde el Observatorio Nacional de Kitt Peak (Arizona, Estados Unidos).